# Estrela (Rio Grande do Sul)
Estrela is een gemeente in de Braziliaanse deelstaat Rio Grande do Sul. De gemeente telt 30.329 inwoners (schatting 2009).

## Aangrenzende gemeenten
De gemeente grenst aan Bom Retiro do Sul, Colinas, Cruzeiro do Sul, Fazenda Vilanova, Lajeado en Teutônia.